# Vale do Jacuí
O Vale do Jacuí é a região que abrange todos os municípios banhados pelo Rio Jacuí. Dos municípios banhados pelo rio, 12 (Arroio do Tigre, Caçapava do Sul, Cachoeira do Sul, Cerro Branco, Estrela Velha, Ibarama, Lagoa Bonita do Sul, Novo Cabrais, Passa Sete, Segredo, Sobradinho e Tunas) compõem o Consórcio do Vale do Jacuí que decide iniciativas que afetam todas as localidades.